# Pont de Longdoz

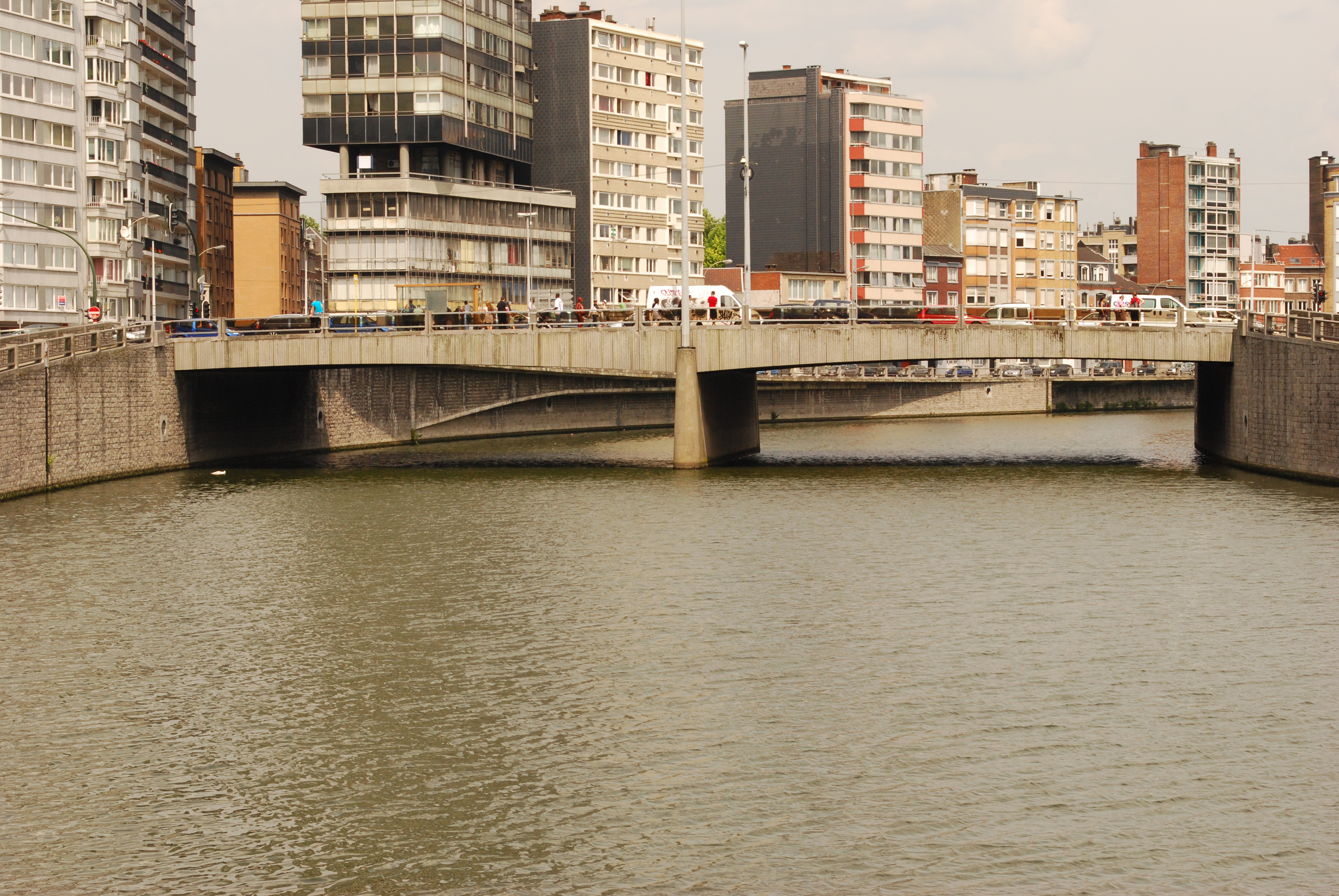
Pont de Longdoz

De Pont de Longdoz is een brug over het Afwateringskanaal Luik die de Luikse wijk Longdoz met Outremeuse verbindt.
De Rue Grétry komt uit op de brug en zet zich aan de overzijde voort.
Nadat er aanvankelijk (1873?) een stenen brug was gebouwd, werd deze al spoedig te smal bevonden voor het toenemende verkeer. In 1884 werd daarom een bredere, metalen, brug gebouwd. In 1939 werd deze vervangen, aangezien de oorspronkelijke brug versleten was.
In 1976 werden de kaden van het Afwateringskanaal verbeterd en werd een nieuwe brug gebouwd in gewapend beton, met de techniek van uitkragende liggers.